# 欧洲北方天文台
欧洲北方天文台是加那利天体物理研究所所属的泰德天文台（位于特内里费岛）和穆查丘斯罗克天文台（位于拉帕尔马岛）的总称，取此名是为期望成员像欧洲南方天文台那样能有卓有成效的合作。